# Teoría de cuerdas
Teoría de cuerdas è un album in studio del gruppo musicale cileno Inti-Illimani, pubblicato nel 2014.

## Descrizione
Gran parte dei brani qui presenti sono composti dai componenti del gruppo e in ben sei casi le musiche sono firmate o co-firmate dal direttore musicale del gruppo Manuel Meriño, che ha anche curato gli arrangiamenti degli archi e dei legni. Fanno eccezione un brano di Violeta Parra e uno di Pedro Luis Ferrer.
Sono ospiti del disco: Isabel Parra nel brano Volver a los 17, già inciso dal gruppo nel 1971 nell'album Autores chilenos e qui completamente riarrangiato; Max Berrú, ex componente del gruppo, in Manuela cabalga en el tiempo; Raly Barrionuevo, cantante e compositore argentino, in Tu rebelión. Esordisce nel gruppo in questo disco Camilo Lema al contrabbasso.
Il brano Pie de cuecas è costituito da due cueca intitolate Cuando pienso en este puerto e La carta que me escribiste. In due brani il gruppo è accompagnato da una piccola orchestra così composta: due violini, viola, violoncello, corno, oboe e fagotto.
Il disco, registrato dal 30 settembre al 9 ottobre 2014 all'Estudio del Sur di Santiago del Cile, è stato pubblicato lo stesso anno, in un'unica edizione in formato CD, dall'etichetta discografica cilena La Makinita. 

## Tracce
1. La calle de la desilusión - 4:55 (M.Meriño - D.Cantillana)
2. Huayno del guallatiri - 4:06 (M.Meriño)
3. Volver a los 17 - 6:04 (V.Parra)
4. La desnudez de Mario Agué - 4:32 (P.L.Ferrer)
5. Alma, Julieta y Cecilia - 2:36 (M.Meriño)
6. Manuela cabalga en el tiempo - 2:49 (M.Coulón - J.Coulón)
7. Hebu-Mataro - 5:18 (M.Meriño - J.Flores)
8. Pie de cuecas - 3:46 (D.Cantillana - N.Oyarce - J.Coulón)
9. Tu rebelión - 5:53 (M.Meriño - R.Barrionuevo)
10. La pequeña lima - 6:44 (M.Meriño - D.Cantillana)

## Formazione
- Daniel Cantillana
- Jorge Coulón
- Juan Flores
- Christian González
- Marcelo Coulón
- César Jara
- Manuel Meriño
- Efrén Viera
- Camilo Lema

### Collaboratori
- Jaime Riquelme - direzione degli archi e dei legni in Volver a los 17 e Alma, Julieta y Cecilia
- Inti González - acordeón in Pie de cuecas e Tu rebelión
- Miguel Bahamonde - tecnico del suono
- Camilo Huinca - disegno di copertina